# Mamati
Mamati – wieś w Gruzji, w regionie Guria, w gminie Lanczchuti. W 2014 roku liczyła 254 mieszkańców.